# North American Soccer League 1981
La temporada 1981 de la North American Soccer League (NASL) fue la 14.ª edición realizada de la primera división del fútbol en los Estados Unidos y Canadá. El campeón fue el Chicago Sting luego de ganar en la final del Soccer Bowl a los New York Cosmos en dramática definición por penaltis ganando su primer título.

## Equipos participantes
| - Atlanta Chiefs - Calgary Boomers (Anteriormente como los Memphis Rogues) - California Surf - Chicago Sting - Dallas Tornado - Edmonton Drillers - Fort Lauderdale Strikers - Jacksonville Tea Men (Anteriormente como New England Tea Men) - Los Angeles Aztecs - Minnesota Kicks - Montreal Manic (Anteriormente como Philadelphia Fury) | - New York Cosmos - Portland Timbers - San Diego Sockers - San Jose Earthquakes - Seattle Sounders - Tampa Bay Rowdies - Toronto Blizzard - Tulsa Roughnecks - Vancouver Whitecaps - Washington Diplomats (Anteriormente como los Detroit Express) |

### Equipos retirados
- Houston Hurricane (Cierre de operaciones)
- Rochester Lancers (Cierre de operaciones)
- Washington Diplomats (Cierre de operaciones)

## Tabla de posiciones
Sistema de puntos: 6 puntos por una victoria, 4 por una victoria en penales, ninguno por una derrota, y 1 punto adicional a cualquier encuentro disputado que haya marcado hasta 3 goles en un partido.

### División del este
| Pos. | Equipos              | PJ | G  | P  | GF | GC | Dif. | Pts. |
| ---- | -------------------- | -- | -- | -- | -- | -- | ---- | ---- |
| 1    | New York Cosmos      | 32 | 23 | 9  | 80 | 49 | +31  | 200  |
| 2    | Montreal Manic       | 32 | 15 | 17 | 63 | 57 | +6   | 141  |
| 3    | Washington Diplomats | 32 | 15 | 17 | 59 | 58 | +1   | 135  |
| 4    | Toronto Blizzard     | 32 | 7  | 25 | 39 | 82 | -43  | 77   |

     Clasifica a la fase final.

### División del sur
| Pos. | Equipos                  | PJ | G  | P  | GF | GC | Dif. | Pts. |
| ---- | ------------------------ | -- | -- | -- | -- | -- | ---- | ---- |
| 1    | Atlanta Chiefs           | 32 | 17 | 15 | 62 | 60 | +2   | 151  |
| 2    | Fort Lauderdale Strikers | 32 | 18 | 14 | 54 | 46 | +8   | 144  |
| 3    | Jacksonville Tea Men     | 32 | 18 | 14 | 51 | 46 | +5   | 141  |
| 4    | Tampa Bay Rowdies        | 32 | 15 | 17 | 63 | 64 | -1   | 139  |

     Clasifica a la fase final.

### División del centro
| Pos. | Equipos          | PJ | G  | P  | GF | GC | Dif. | Pts. |
| ---- | ---------------- | -- | -- | -- | -- | -- | ---- | ---- |
| 1    | Chicago Sting    | 32 | 23 | 9  | 84 | 50 | +34  | 195  |
| 2    | Minnesota Kicks  | 32 | 19 | 13 | 63 | 57 | +6   | 163  |
| 3    | Tulsa Roughnecks | 32 | 17 | 15 | 60 | 49 | +11  | 154  |
| 4    | Dallas Tornado   | 32 | 5  | 27 | 27 | 71 | -44  | 54   |

     Clasifica a la fase final.

### División del oeste
| Pos. | Equipos              | PJ | G  | P  | GF | GC | Dif. | Pts. |
| ---- | -------------------- | -- | -- | -- | -- | -- | ---- | ---- |
| 1    | San Diego Sockers    | 32 | 21 | 11 | 67 | 49 | +18  | 173  |
| 2    | Los Angeles Aztecs   | 32 | 19 | 13 | 53 | 55 | -2   | 160  |
| 3    | California Surf      | 32 | 11 | 21 | 60 | 77 | -17  | 117  |
| 4    | San Jose Earthquakes | 32 | 11 | 21 | 44 | 78 | -34  | 108  |

     Clasifica a la fase final.

### División del noroeste
| Pos. | Equipos             | PJ | G  | P  | GF | GC | Dif. | Pts. |
| ---- | ------------------- | -- | -- | -- | -- | -- | ---- | ---- |
| 1    | Vancouver Whitecaps | 32 | 21 | 11 | 74 | 43 | +31  | 186  |
| 2    | Calgary Boomers     | 32 | 17 | 15 | 59 | 54 | +5   | 151  |
| 3    | Portland Timbers    | 32 | 17 | 15 | 52 | 49 | +3   | 141  |
| 4    | Seattle Sounders    | 32 | 15 | 17 | 60 | 62 | -2   | 137  |
| 5    | Edmonton Drillers   | 32 | 12 | 20 | 60 | 79 | -19  | 123  |

     Clasifica a la fase final.

## Postemporada

### Primera ronda
| Fechas                                     |                      | Resultado global |                          | Ida          | Vuelta             | Desempate    |
| ------------------------------------------ | -------------------- | ---------------- | ------------------------ | ------------ | ------------------ | ------------ |
| 22 de agosto - 26 de agosto                | Tulsa Roughnecks     | 1 - 3            | Minnesota Kicks          | 1 - 3        | 0 - 0 (4 - 5 pen.) |              |
| 22 de agosto - 26 de agosto - 30 de agosto | Portland Timbers     | 3 - 8            | San Diego Sockers        | 2 - 1        | 1 - 5              | 0 - 2        |
| 23 de agosto - 25 de agosto                | Jacksonville Tea Men | 5 - 3            | Atlanta Chiefs           | 3 - 2 (pró.) | 2 - 1              |              |
| 23 de agosto - 26 de agosto                | Calgary Boomers      | 1 - 5            | Fort Lauderdale Strikers | 1 - 3        | 0 - 2              |              |
| 23 de agosto - 26 de agosto                | Tampa Bay Rowdies    | 5 - 1            | Vancouver Whitecaps      | 4 - 1        | 1 - 0              |              |
| 23 de agosto - 26 de agosto - 30 de agosto | Seattle Sounders     | 6 - 6 (1 - 2)    | Chicago Sting            | 2 - 3        | 2 - 0              | 2 - 3        |
| 24 de agosto - 27 de agosto - 30 de agosto | Montreal Manic       | 9 - 7            | Los Angeles Aztecs       | 5 - 3        | 2 - 3              | 2 - 1 (pró.) |

### Cuartos de final
| Fechas                                               |                          | Resultado global |                   | Ida          | Vuelta             | Desempate |
| ---------------------------------------------------- | ------------------------ | ---------------- | ----------------- | ------------ | ------------------ | --------- |
| 2 de septiembre - 5 de septiembre - 9 de septiembre  | Tampa Bay Rowdies        | 5 - 10           | New York Cosmos   | 3 - 6        | 2 - 2 (4 - 2 pen.) | 0 - 2     |
| 2 de septiembre - 5 de septiembre - 10 de septiembre | Montreal Manic           | 7 - 10           | Chicago Sting     | 3 - 2        | 2 - 4              | 2 - 4     |
| 2 de septiembre - 6 de septiembre                    | Fort Lauderdale Strikers | 6 - 1            | Minnesota Kicks   | 3 - 1        | 3 - 0              |           |
| 2 de septiembre - 6 de septiembre - 9 de septiembre  | Jacksonville Tea Men     | 4 - 6            | San Diego Sockers | 2 - 1 (pró.) | 1 - 2              | 1 - 3     |

### Semifinales
| Fechas                                                 |                          | Resultado global |                 | Ida   | Vuelta | Desempate          |
| ------------------------------------------------------ | ------------------------ | ---------------- | --------------- | ----- | ------ | ------------------ |
| 12 de septiembre - 16 de septiembre                    | Fort Lauderdale Strikers | 4 - 8            | New York Cosmos | 3 - 4 | 1 - 4  |                    |
| 12 de septiembre - 16 de septiembre - 21 de septiembre | San Diego Sockers        | 3 - 3 (1 - 2)    | Chicago Sting   | 2 - 1 | 1 - 2  | 0 - 0 (2 - 3 pen.) |

### Soccer Bowl '81
| Fecha            |               | Resultado          |                 |
| ---------------- | ------------- | ------------------ | --------------- |
| 26 de septiembre | Chicago Sting | 0 - 0 (2 - 1 pen.) | New York Cosmos |

| Bandera de Estados Unidos           |
| Campeón Chicago Sting Primer título |

## Goleadores
| Jugador             | Equipo                   | Goles | Puntos |
| ------------------- | ------------------------ | ----- | ------ |
| Giorgio Chinaglia   | New York Cosmos          | 29    | 74     |
| Karl-Heinz Granitza | Chicago Sting            | 19    | 55     |
| Teófilo Cubillas    | Fort Lauderdale Strikers | 16    | 51     |

## Premios

### Reconocimientos individuales
- Jugador más valioso

 Giorgio Chinaglia (New York Cosmos)
- Entrenador del año

 Willy Roy (Chicago Sting)
- Novato del año

 Joe Morrone, Jr. (Tulsa Roughnecks)